# Камполонго (Казерта)
Камполонго (итал. Campolongo) је насеље у Италији у округу Казерта, региону Кампанија.
Према процени из 2011. у насељу је живело 364 становника. Насеље се налази на надморској висини од 76 м.